# Atlanta Hawks 2016-2017
La stagione 2016-17 degli Atlanta Hawks fu la 68ª nella NBA per la franchigia.
Gli Atlanta Hawks arrivarono secondi nella Southeast Division della Eastern Conference con un record di 43-39. Nei play-off persero al primo turno con i Washington Wizards (4-2).

## Roster
| N° | Naz.                   | Ruolo | Sportivo        | Anno | Alt. | Peso \|\| |
| -- | ---------------------- | ----- | --------------- | ---- | ---- | --------- |
| 4  | Stati Uniti (bandiera) | A     | Paul Millsap    | 1985 | 203  | 111       |
| 5  | Stati Uniti (bandiera) | G     | Malcolm Delaney | 1989 | 190  | 86        |
| 7  | Turchia (bandiera)     | A     | Ersan İlyasova  | 1987 | 206  | 106       |
| 8  | Stati Uniti (bandiera) | C     | Dwight Howard   | 1985 | 208  | 120       |
| 10 | Stati Uniti (bandiera) | G     | Tim Hardaway    | 1992 | 198  | 93        |
| 12 | Stati Uniti (bandiera) | A     | Taurean Prince  | 1994 | 201  | 98        |
| 13 | Spagna (bandiera)      | G     | José Calderón   | 1981 | 191  | 91        |
| 13 | Stati Uniti (bandiera) | G     | Lamar Patterson | 1991 | 196  | 102       |
| 14 | Stati Uniti (bandiera) | G     | Gary Neal       | 1984 | 193  | 95        |
| 17 | Germania (bandiera)    | G     | Dennis Schröder | 1993 | 185  | 76        |
| 22 | Capo Verde (bandiera)  | C     | Walter Tavares  | 1992 | 221  | 118       |
| 24 | Stati Uniti (bandiera) | G     | Kent Bazemore   | 1989 | 196  | 91        |
| 25 | Svizzera (bandiera)    | GA    | Thabo Sefolosha | 1984 | 201  | 98        |
| 26 | Stati Uniti (bandiera) | GA    | Kyle Korver     | 1981 | 201  | 96        |
| 30 | Stati Uniti (bandiera) | A     | Ryan Kelly      | 1991 | 211  | 104       |
| 31 | Stati Uniti (bandiera) | C     | Mike Muscala    | 1991 | 211  | 108       |
| 32 | Stati Uniti (bandiera) | A     | Mike Scott      | 1988 | 203  | 108       |
| 34 | Stati Uniti (bandiera) | A     | Mike Dunleavy   | 1980 | 206  | 104       |
| 43 | Stati Uniti (bandiera) | A     | Kris Humphries  | 1985 | 206  | 107       |
| 95 | Stati Uniti (bandiera) | A     | DeAndre' Bembry | 1994 | 196  | 95        |

### Staff tecnico
- Allenatore: Mike Budenholzer
- Vice-allenatori: Darvin Ham, Taylor Jenkins, Charles Lee, Neven Spahija, Ben Sullivan
- Preparatore atletico: Art Horne
- Preparatore fisico: Keke Lyles